# Jonathan Bougard
Jonathan Bougard is een Frans ontwerper en documentaireregisseur die sinds 2005 actief is in Frans-Polynesië.

## Levensloop
Bougard werd geboren in Saint-Malo. Hij is actief kunstenaar sinds 2005 en werd bekend op Tahiti met een dertig meter lang fresco in Musée de Tahiti et des Îles in 2008, met als thema Mana. In 2010 exposeerde hij in Saint-Louis, Senegal.
Van 2012 tot 2015 was hij columnist voor La Dépêche de Tahiti. In 2014 was hij voorzitter van het Teroronui Contemporary Creation Center in Papeete, een kunstenaarscollectief met Chief Miko en Teva Victor. Vervolgens organiseerde hij de eerste overzichtstentoonstelling van de beeldhouwer Vaiere Mara.
Sinds 2015 wijdt hij zich voornamelijk aan het schrijven, regisseren en produceren van een groot aantal documentaires over belangrijke Frans-Polynesiërs. Eerst de collectie In Vivo, vijf intieme en maanportretten, mede geregisseerd door Jean-Philippe Joaquim en uitgezonden op de zender TNTV. De eerste was opgedragen aan de zanger Barthélémy, een tweede aan beeldhouwer Chief Miko, een derde aan een jonge tatoeëerder, Patu, een andere aan Loulou, trainer van Va'a, de Polynesische kano, en een laatste aan Sanson, een jonge Tahitiaanse schilder en grappenmaker.
In 2017 creëerde hij zijn eigen productiehuis, In Vivo Prod, waarmee hij vrij zijn onderwerpen kan kiezen: Semetua, de geest van de mamaias, opgedragen aan de spreker Sem Manutahi, choreograaf Coco Hotahota die hij zal volgen in de Verenigde Staten voor de film Coco Hotahota Temaeva, de dichter John Mairai en de groep Faa'a Nuna'a e Hau . In 2018 produceerde hij de Tatau-trilogie gewijd aan Pacific-tatoeages.
In 2019 voltooide Jonathan Bougard Mara V, een drieëntachtig minuten durende documentaire op zoek naar de werken van de beeldhouwer Vaiere Mara, gebaseerd op reconstructies en getuigenissen, waarvoor vijf jaar onderzoek nodig was tussen Polynesië, de Verenigde Staten en Frankrijk.